# Gnatho-diaphysäre Dysplasie
Die Gnatho-diaphysäre Dysplasie (GDD, von altgriechisch γνάθος gnathos, deutsch ‚Kinnbacke, Kiefer‘) ist eine sehr seltene angeborene Skelettdysplasie mit den Hauptmerkmalen vermehrter Knöchenbrüchigkeit wie bei einer Osteogenesis imperfecta, knöcherne Veränderungen am Ober- und Unterkiefer wie bei einer Fibrösen Dysplasie, Knochenentkalkung (Osteopenie) und Verbiegungen der Tibia und Fibula.
Synonyme sind: Levin Syndrom 2; Osteogenesis imperfecta Typ Levin; englisch Gnathodiaphyseal Dysplasia; Osteogenesis Imperfecta With Unusual Skeletal Lesions; Gnathodiaphyseal Sclerosis
Die Erstbeschreibung erfolgte im Jahre 1969 durch den japanischen Arzt Y. Akasaka und Mitarbeiter anhand von 21 Patienten.

## Verbreitung
Die Häufigkeit ist nicht bekannt, die Vererbung erfolgt autosomal-dominant.

## Ursache
Der Erkrankung liegen Mutationen im ANO5-Gen im Chromosom 11 am Genort p14.3 zugrunde, welches für das Protein Anoctamin-5 kodiert.
Über das Vorliegen weiterer Gendefekte wurde berichtet.

## Klinische Erscheinungen
Klinische Kriterien sind:
- Schwellungen und Infektionen im Ober- oder Unterkiefer (Osteomyelitis)
- Verzögerte Wundheilung nach Zahnextraktion
- Zahnfleischrückgang bis zu freiliegendem Knochen und Osteonekrose
- umschriebener fibrotischer Knochenumbau im Kiefer mit überschiessendem Wurzelzement, mitunter bereits bei Geburt nachweisbar
- Osteopenie mit erhöhter Knochenbruchneigung, aber im Gegensatz zur Osteogenesis imperfecta normal verlaufender Frakturheilung
- Verbiegungen der Bein- und Unterarmknochen
- Im Röntgenbild diaphysäre Sklerosierung der Substantia corticalis